# Daler
Riksdaler, daler, taler, var ett internationellt mynt och myntsystem baserat på ett givet silverinnehåll som användes i främst Europa. Dalern (Joachimsthaler) präglades för första gången år 1518 i Joachimstal (Jáchymov) i nuvarande Tjeckien. Namnet "Daler" härstammar från tyskans "Tal", som betyder dal; myntens silver bröts ursprungligen i olika dalar omkring Joachimstal.
I samband med tryckkonstens framväxt utvecklades tekniken att prägla mynt och när man i Joachimstal fann en rik silverfyndighet så började man att tillverka så kallade joachimstaler. Det långa namnet förkortades snabbt till taler eller daler och snart tillverkades detta silvermynt i flera varianter i många europeiska länder och blev ett gemensamt handelsmynt.
Dalern hade sin absoluta storhetstid under 1700-talet då den användes mer eller mindre i hela Europa och då USA och Kanada bildades i slutet av 1700-talet utnyttjade de det europeiska handelsmyntet och skapade sin variant av taler/daler-myntet - dollar. 
Den sista att prägla talermynt var Benito Mussolini för att bekosta krigen mot Etiopien (1930-talet). Myntet användes så sent som kring 1960 som betalningssystem i delar av Asien.
I olika länder och tider har dalern delats i 10, 12, 14 eller 30 groschen eller silbergroschen (Sgr.), som i sin tur delades i 10 eller 12 pfennig. Under 1800-talet försökte man på olika håll införa decimalsystemet, bland annat under namn av ny-groschen (Ngr.) och ny-pfennig. Preussen myntade silbergroschen mellan 1821 och 1873, varav det gick 30 på en taler. Efter Tysklands enande, undertecknades en myntlag den 9 juli 1873, som trädde ikraft den 1 januari 1876 och då avskaffade talern och införde mark (riksmark) som ny tysk valuta.
I Danmark fanns Rigsdaler och Slettedaler på 1600-talet. Slettedalern var mindre värd än rigsdaleren, med sitt värde på 4 mark. I Sverige finns den ännu kvar som bötesmynt, enligt vissa äldre lagar. Exempelvis stadgas att "Far någon genom led eller grind, och den icke stänger efter sig; böte en daler, ändå att ingen skada sker."
I Nederländerna präglades Gulden (guldmynt som även kallades floriner) från 1400-talet, samt Daalder och Rijksdaalder (silvermynt) från 1600-talet. 1600-talets rijksdaalder var värd 48 till 50 stuiver och daaldern var värd 30 stuiver. I början av 1700-talet gjordes den nederländska valutan enhetlig med gulden som valutaenhet. Det bestämdes då att en Rijksdaalder skulle vara värd 2,5 gulden och en Daalder skulle vara värd 1,5 gulden. Rijksdaalder i form av 2,5 gulden-mynt fanns kvar i Nederländerna fram till övergången till € eller Euro 2002.